# Avenida Gediminas
La Avenida Gediminas (en lituano: Gedimino prospektas) es la calle principal de la ciudad de Vilna, donde la mayoría de instituciones gubernamentales de Lituania se concentran, incluyendo el gobierno, el parlamento, la Corte Constitucional y los ministerios. También es el lugar donde se ubican diversas instituciones culturales como el Teatro Dramático Nacional de Lituania, el Banco de Lituania, la Academia Lituana de Música y Teatro y la Biblioteca Nacional Martynas Mazvydas. Hoy en día también es una calle de tiendas y restaurantes populares. Es parcialmente una calle peatonal por las noches cuando se prohíbe el tráfico.